# Raketost
Raketost var en svensk mjukost förpackad i ett vaxat papprör. Osten knuffades upp ur röret och skivades med hjälp av ett vidhängande snöre. Raketost lanserades 1947 och hade sin storhetstid under rymdfärdernas 1960-tal. Den sista originalosten tillverkades 1979. Skälen till att tillverkningen upphörde var bland annat de många manuella momenten i tillverkningen och att snöret ansågs ohygieniskt. Andra anledningar var att den maskin som tillverkade osten var utsliten och att osten inte var lika populär längre.
Under tidigt 1990-tal kom Raketosten att bli en nostalgisymbol. Kavli, som var varumärkets ägare, undersökte då om man åter kunde tillverka osten på ett mer automatiserat vis och samtidigt göra snöret mer hygieniskt. Detta lyckades dock aldrig.
År 2019 återlanserades Raketost av Kavli, i en uppdaterad version, under namnet Mjuk Raketost. Nu som mjukost, men fortfarande baserat på samma grundrecept. Även förpackningen är moderniserad och består av en ståltub som har en liknande design som originalförpackningen.